# Yellow Dog Linux
Yellow Dog Linux (англ. yellow dog — жёлтая собака) — свободная и открытая операционная система на базе Linux для PowerPC компьютеров. Развивалась в 1999—2009 годы. Создана на основе CentOS, которая является открытой производной от Red Hat Enterprise Linux.
В мир «rpm-based» дистрибутивов система привнесла консольный менеджер RPM-пакетов — Yum, который некоторое время являлся основным для CentOS, а также использовался в дистрибутивах Fedora и RHEL. Впоследствии он эволюционировал в DNF.

## История
Изначально система разрабатывалась компанией Terra Soft Solutions, которая затем была куплена Fixstars Solutions. Во времена выхода Playstation 3 и наличия возможности установки различных ОС на базе ядра Linux, пользовалась большой популярностью у владельцев консолей, поскольку  дистрибутив поддерживал CELL-процессоры.

## Особенности
- Поддержка архитектур Apple G4/G5, PowerStation и IBM Power Systems.
- Поддержка архитектуры процессора Sony PlayStation 3 (после обновления ПО консоли до версии 3.21 — Sony убрали возможность устанавливать сторонние ОС; поддержка была прекращена[4][5]).

## Релизы
| Версия | Кодовое имя | Дата выхода      | Версия ядра Linux | Прочее                                |
| ------ | ----------- | ---------------- | ----------------- | ------------------------------------- |
| 1.1    | ???         | 8 марта 1999     | 2.2.15            |                                       |
| 1.2    | ???         | 4 марта 2000     | 2.2.19            |                                       |
| 2.0    | Pomona      | 17 мая 2001      | 2.4.10            |                                       |
| 2.1    | Fuji        | 17 октября 2001  | 2.4.18            |                                       |
| 2.2    | Rome        | 22 марта 2002    | 2.4.19            |                                       |
| 2.3    | Dayton      | 23 июня 2002     | 2.4.20            |                                       |
| 3.0    | Sirius      | 19 марта 2003    | 2.4.22            |                                       |
| 3.0.1  | ???         | 17 сентября 2003 | 2.4.22            | Исправлены проблемы с RPM в верс. 3.0 |
| 4.0    | Orion       | 29 сентября 2004 | 2.6.15-rc5        |                                       |
| 4.1    | Sagitta     | 2 февраля 2006   | ???               |                                       |
| 5.0    | Phoenix     | 27 ноября 2006   | ???               | Поддержка для PlayStation 3 (Cell)    |
| 5.0.1  | ???         | 27 марта 2007    | ???               |                                       |
| 5.0.2  | ???         | 14 июня 2007     | 2.6.22-rc4        | Поддержка для IBM pSeries             |
| 6.0    | Pyxis       | 5 февраля 2008   | 2.6.23            |                                       |
| 6.1    | ???         | 19 ноября 2008   | 2.6.27            |                                       |
| 6.2    | ???         | 30 июня 2009     | 2.6.29            |                                       |